# Людина-амфібія
«Людина-амфібія» — науково-фантастичний роман про людину, здатну жити під водою, написаний Олександром Бєляєвим в 1927 р.

## Історія
Роман був вперше опублікований в 1928 р. в журналі «Вокруг света». Два окремих видання — в тому ж 1928 р. у видавництві «Земля и Фабрика».

## Джерело сюжету
1. Французький роман-фейлетон «Людина, яка може жити у воді» Жана де ла Іра, публікувався газетою «Le Matin» (Париж) з липня по вересень 1909 р. Головний герой єзуїт Фульбер, що мріє про владу над світом, пересаджує маленькому Гіктанеру зябра молодої акули і вселяє ненависть до всього роду людського. Дорослий Гіктанер пускає на дно цілі ескадри, а його наставник пред'являє світовій громадськості ультиматуми. Так триває, поки Гіктанер не закохується в Моізетту, яка відкриває йому існування Бога. Людина-амфібія виходить з підпорядкування Фульбера, робить в Парижі операцію з видалення зябер, а потім перебирається жити на Таїті разом з Моізеттой.
2. Російський роман «Людина-риба» анонімного автора, створений на основі тексту Жана де ла Іра, надрукований в петербурзькій газеті «Земщина» восени 1909 р. У російській переробці зберігаються основні сюжетні лінії французького оригіналу, однак Фульбер стає євреєм і намагається підпорядкувати світ міжнародному єврейству, щоб «поневолити людську расу».

Літературознавець М. Н. Золотоносов, вказавши у 2003 році на ці джерела, вважає, що безпосереднім зразком для Бєляєва став роман «Людина-риба»: він був перероблений «по-радянськи» і отримав замість антисемітського — гуманістичне звучання.

## Сюжет
Аргентинський хірург Сальватор займається біологічними дослідженнями, одна з їх основних тем — пересадка органів, у тому числі міжвидова. Попутно він надає медичну допомогу індіанцям, що приходять до нього з усієї Південної Америки. Індіанці шанують Сальватора як бога — він лікує хвороби і травми, які вважаються безнадійними. Одного разу Сальваторові приносять на лікування дитину, яка неминуче повинна померти — її легені занадто слабкі. Борючись за життя дитини, хірург пересаджує їй зябра молодої акули, завдяки чому дитина залишається жива і отримує можливість жити під водою. Але щоб вижити, вона повинна постійно дотримуватися режиму — частину часу проводити у воді, частину — на повітрі, інакше її стан різко погіршиться. Розуміючи, що серед бідних індіанців врятованому не вижити, Сальватор каже батькам дитини, що той помер, залишає хлопчика у себе і виховує його сам. Так на світ з'являється Іхтіандр — людина-риба.
Дія книги починається через багато років, коли Іхтіандр уже виріс. Він живе у Сальватора, плаває в океані, куди вибирається підводним тунелем, проведеним від вілли Сальватора. Людина-риба не залишається непоміченим — то він розріже рибальські сітки, то його помітять рибалки або ловці перлів, коли він плаває на дельфіні і сурмить в раковину. По узбережжю вже ходять чутки про «морського диявола», що живе в океані. Ловці перлів бояться пірнати, рибалки — виходити на промисел. Капітан Педро Зуріта, що промишляє ловом перлів, роздратований чутками, які приносять йому збиток, але швидко розуміє, що за чутками криється щось реальне. Він вирішує, що «морський диявол» — це розумна тварина, яку непогано було б зловити і використовувати. Спроби зловити «диявола» сітками не вдаються. Зуріта дізнається від Бальтазара, що вхід в лігво «морського диявола» веде до вілли доктора Сальватора. Педро Зуріта вирішує проникнути в його володіння, але спроба не вдається. Тоді, під виглядом діда хворої індіанської дівчинки в маєток приходить Крісто — агент Зуріти. Він входить в довіру до Сальватора і з часом дізнається про Іхтіандра.
Іхтіандр рятує потопаючу в море дівчину — Гуттіере, прийомну дочку Бальтазара, одного з підручних Зуріти. Опинившись поблизу на березі, Зуріта знаходить Гуттієре і запевняє дівчину, що це він її врятував. Вражений красою Гуттіере, Іхтіандр хоче побачити її знову, але він зовсім не знає життя на березі. За допомогою Крісто він здійснює декілька виходів у місто, знаходить дівчину, зустрічається з нею. У Гуттіере є коханий по імені Ольсен, але вона відчуває симпатію до дивного юнака. Але врешті-решт Зуріта, більш багатий і могутній, бере Гуттіере в дружини і відвозить у свій маєток. Іхтіандр, дізнавшись про все це від Ольсена, відправляється за дівчиною, але в результаті сам потрапляє до Зуріти. Його спочатку примушують добувати перли, прикувавши на довгий ланцюг, а потім відправляють, нібито на прохання Гуттіере, зібрати цінності з нещодавно затонулого корабля. Гуттіере вдається крикнути Іхтіандру, що Зуріта бреше і що йому треба рятуватися. Іхтіандр тікає.
Крісто повідомляє Бальтазару про своє припущення, що Іхтіандр — син Бальтазара, якого багато років тому віднесли на лікування до Сальватора. До цієї думки він приходить через побаченої на Іхтіандру родимої плями — така сама була у дитини Бальтазара, коли він її відносив до Сальватора. Бальтазар хоче домогтися, щоб йому повернули сина, і подає скаргу прокурору. Одночасно до прокурора звертається і Зуріта. Місцевий єпископ також виступає проти Сальватора, звинувачуючи його в богохульних дослідах. Поліція бере Сальватора і Іхтіандра під варту.
До цього моменту через занадто часте перебування на суші стан Іхтіандра погіршується. Легені у нього атрофуються. Відтепер він повинен майже весь час проводити у воді.
У суді Сальватор розповідає історію Іхтіандра. Його засуджують до тюремного ув'язнення, а на Іхтіандра, визнаного через незнання реалій життя недієздатним, отримує права опікунства Зуріта. За наполяганням єпископа, Іхтіандра вирішують вбити, отруївши ціаністим калієм. Сальватор — світило науки, дуже багата людина, тому несправедливого правосуддя він не боїться. Він знає, що термін його ув'язнення буде недовгим, і він скоро опиниться на волі. Завдяки допомозі доглядача в'язниці, дружині якого Сальватор незадовго до цього врятував життя, і Ольсена, Іхтіандру організовують втечу. Сальватор направляє його до свого друга-вченого на далекий острів. Іхтіандр бере Лідінга, і вони залишають країну.
Гуттіере, на яку Зуріта посмів підняти руку, розлучається з ним і виходить заміж за Ольсена. Вони їдуть у Нью-Йорк. Професор, відбувши тюремне ув'язнення, повертається до наукової роботи. Крісто продовжує служити у нього. Бальтазар божеволіє і стає жебраком, через зникнення сина.

## Персонажі
- Іхтіандр — людина-амфібія
- Бальтазар — індіанець, в молодості — ловець перлів; можливо, батько Іхтіандра
- Педро Зуріта — власник шхуни «Медуза»
- Сальватор — доктор, хірург і великий учений
- Джим — негр, слуга Сальватора
- Крісто — брат Бальтазара, старший його на 10 років
- Гуттіере — прийомна дочка Бальтазара
- Ольсен — робітник на фабриці, коханий Гуттіере
- Долорес — мати Педро Зуріта
- Дон Флорес-де-Ларра — посередник і по судових справах
- Хуан де Гарсілассо — єпископ
- Шейн — професор, експерт суду
- Арман Вільбуа — океанограф, друг Сальватора
- Ліддінг — дельфін, підводний друг Іхтіандра